# 2989 Imago
A 2989 Imago (ideiglenes jelöléssel 1976 UF1) a Naprendszer kisbolygóövében található aszteroida. Paul Wild fedezte fel 1976. október 22-én.